# میتسوبیشی

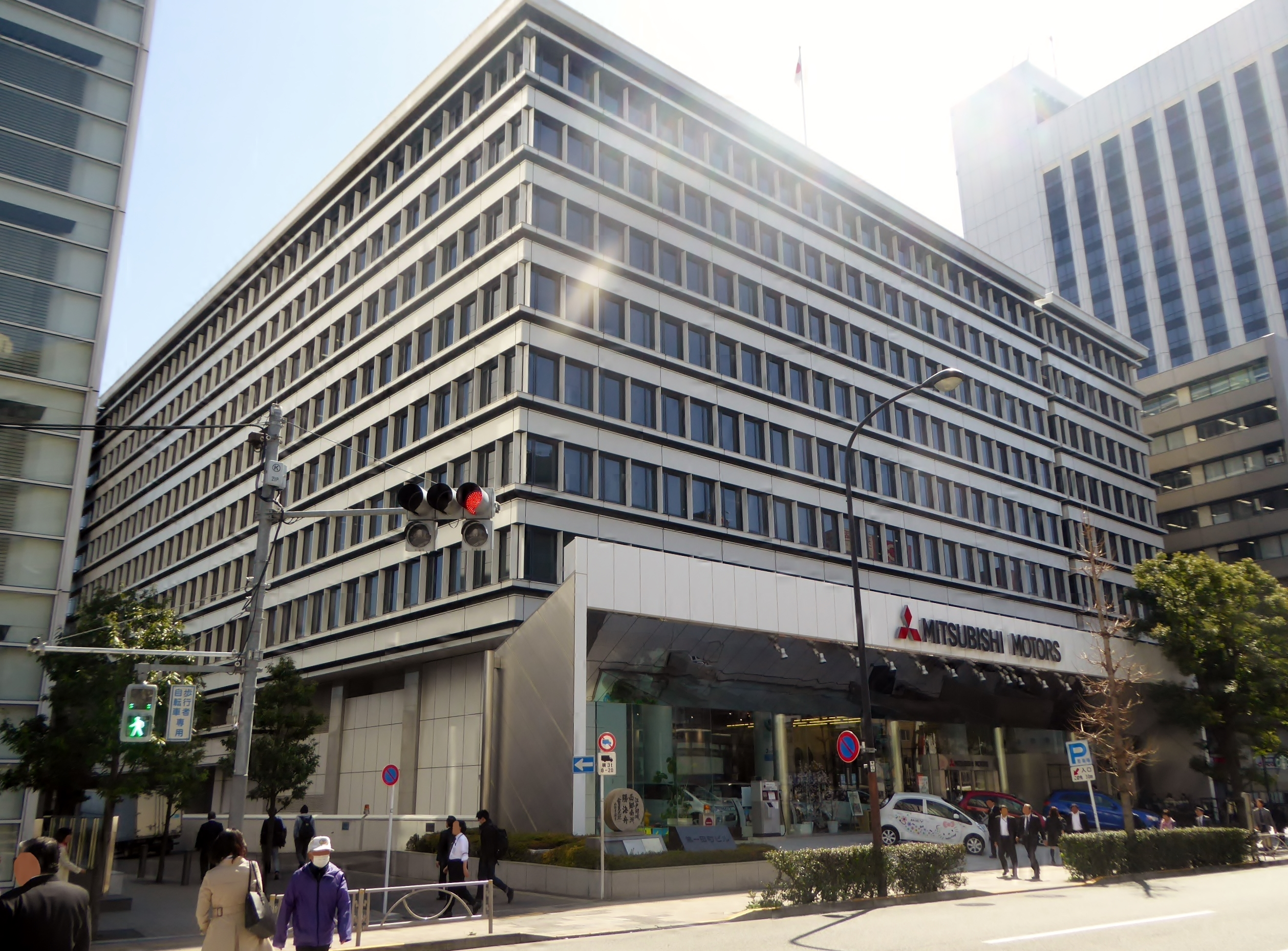
تصویری از شرکت میسوبیشی

میتسوبیشی (به ژاپنی: 三菱グループ) شرکت خوشه‌ای ژاپنی است، که مالکیت شمار بسیاری از شرکت‌های فعال در صنایع مختلف را برعهده دارد.
گروه میتسوبیشی نخست در قالب یک شرکت ترابری، توسط ایواساکی یاتارو (۱۸۳۴-۱۸۸۵) در سال ۱۸۷۰ تأسیس شد. Mitsubishi، کلمه‌ای ترکیبی از دو واژهٔ Mitsu به معنی «سه» و Hishi به معنی الماس تشکیل شده است.
هم‌اکنون شرکت‌های تابعه میتسوبیشی، در عرصه‌های معدن، کشتی‌سازی، مخابرات، خدمات مالی، بیمه، الکترونیک، صنعت خودروسازی، املاک و مستغلات، صنایع سنگین، صنایع نفت و گاز و صنایع شیمیایی فعالیت می‌نمایند.
از شرکت‌های زیرمجموعه میتسوبیشی می‌توان به: گروه مالی میتسوبیشی یواف‌جی، شرکت میتسوبیشی، صنایع سنگین میتسوبیشی، نیکون، شرکت آساهی گلس، نیپون اویل، میتسوبیشی الکتریک، میتسوبیشی کمیکال، جی‌اکس هولدینگز، میجی یاسودا لایف، میتسوبیشی استیت، توکیو مارین، میتسوبیشی پیپر، چیودا، کیرین، میتسوبیشی فوسو، میتسوبیشی متریالز، نیپون یوسن، میتسوبیشی لجستیک و میتسوبیشی موتورز اشاره کرد.
خودروهای این شرکت دارای شهرت جهانی است و مدل‌های لنسر، پاجرو و گالانت آن شناخته‌شده‌تر از بقیه هستند. سابقهٔ خودروسازی در میتسوبیشی به سال ۱۸۷۱ میلادی برمی‌گردد. زمانی که شرکت کشتی‌سازی میتسوبیشی خودروی مدل «آو» نخستین خودرو تولیدی ژاپن را به بازار عرضه کرد. در طول جنگ جهانی دوم، هواپیماهای میتسوبیشی زیرنظر جیرو هوریکوشی ساخته می‌شد.
شرکت میتسوبیشی در جریان جنگ جهانی دوم از اسرای نیروهای نظامی ایالات متحده آمریکا به‌عنوان نیروی کار اجباری استفاده می‌کرد.